# Magnus IV.

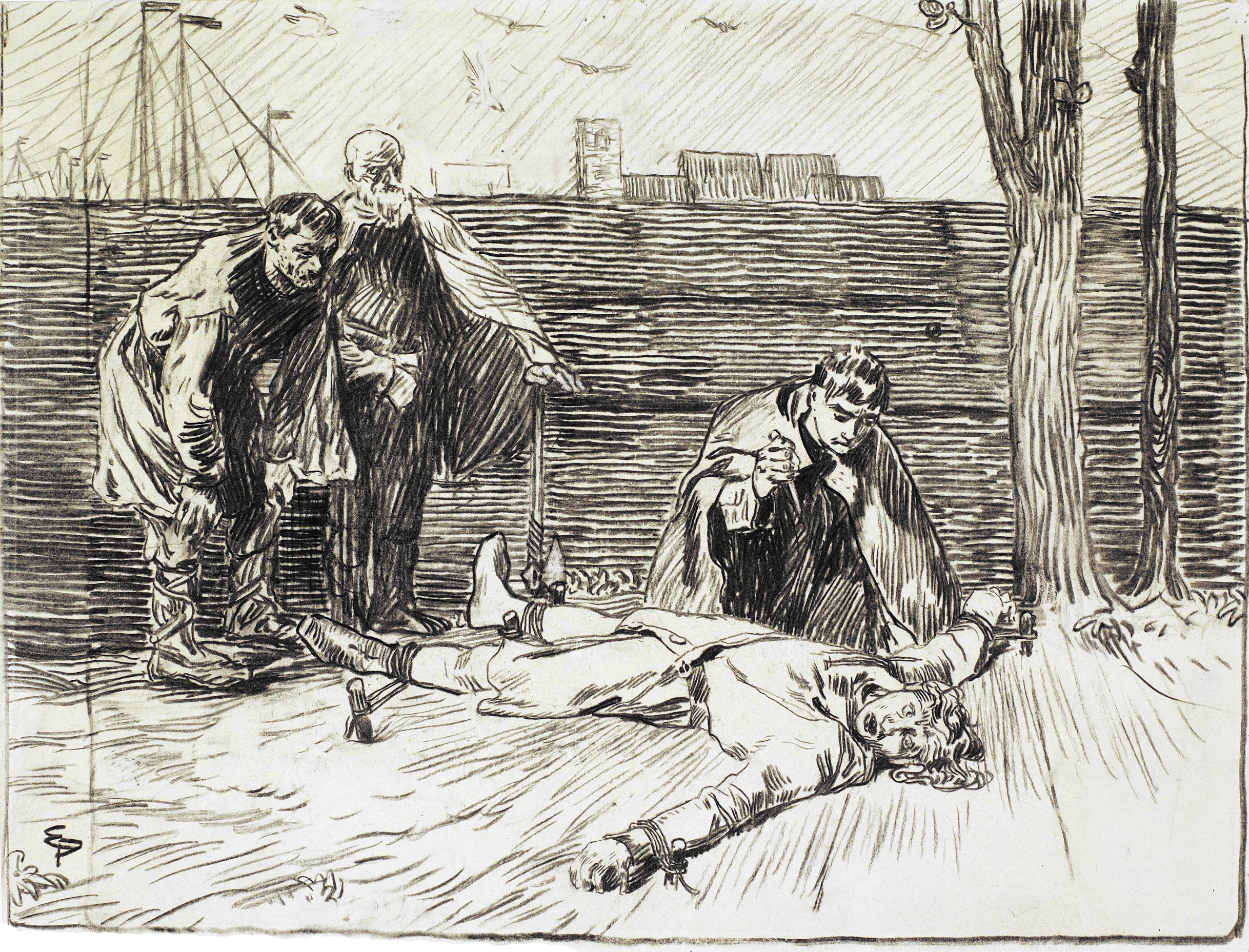
Die Verstümmelung von König Magnus

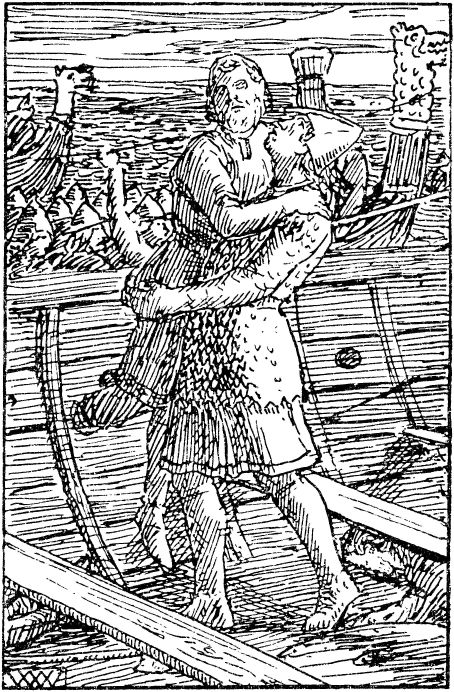
Reidar Grjotgardsson versucht Magnus den Blinden zu retten und wird dabei mit einem Speer in den Rücken getötet.

Magnus Sigurdsson (der Blinde) (* um 1115; † 12. November 1139) war in den Jahren 1130 bis 1135 König in Norwegen. Er war der uneheliche Sohn von Sigurd Jorsalfari. Mit ihm war gleichzeitig Harald Gille König, den Sigurd nach einer Eisenprobe als Bruder anerkannt hatte. Er war der erste König der Bürgerkriegszeit.

## Magnus der Blinde und Harald Gille
Ursache für den Bürgerkrieg war das Bestreben König Sigurds gewesen, das Mehrkönigtum abzuschaffen und dafür zu sorgen, dass immer nur ein König in Norwegen herrschte. So akzeptierte Sigurd seinen neuen Bruder Harald nur unter der Bedingung, dass er nicht nach der Königsmacht greife, solange er und Magnus lebten. Das Volk aber akzeptierte diese neue Thronfolgeregelung nicht. Harald hatte aufgrund seines umgänglichen Wesens viele Anhänger im Volk und bei den königlichen Lehnsleuten. Das beruhte auch auf seiner größeren Freigiebigkeit, die ihm die Empfänger von Geschenken verpflichteten. Demgegenüber war Magnus ausgesprochen unpopulär.

## Sein Kampf um die Macht
Magnus wurde auf dem Thing in Oslo 1130 gehuldigt. Gleichzeitig ließ sich Harald in Tønsberg huldigen. Magnus konnte dies auf Grund der Kräfteverhältnisse nicht verhindern und akzeptierte ihn als Mitkönig. Beiden wurde auf dem Øyrathing als Königen gehuldigt.
1132 heiratete Malmfrid Mstislavsdatter, die verstoßene Frau von Magnus’ Vater und Mutter seines einzigen ehelichen Kindes, der Tochter Kristin Sigurdsdatter, den Sohn des Königs Erik I. Ejegod von Dänemark Erik Emune. Sie arrangierte die Ehe des jungen Königs mit ihrer Nichte Kristin Knutsdatter, der Tochter des Jarls von Schleswig, Erik Emunes Bruder Knud Lavard, und ihrer Schwester Ingeborg Mstislavsdatter von Kiew, die 1133 geschlossen wurde, aber kinderlos blieb. 1131 wurde Knud Lavard von seinem Onkel, König Niels und dessen Sohn Magnus ermordet. 1133 flohen Erik Emune und Malmfrid nach Norwegen, erhielten von Magnus jedoch keine Unterstützung im Kampf gegen Niels, sondern von Harald Gille.
Im Winterlager in Trondheim 1133/1134 kam es zum Streit zwischen beiden Königen, und Magnus entschloss sich, Harald aus dem Reich zu vertreiben. Beide sammelten Streitkräfte um sich und heerten in den Lehnsgebieten des jeweils anderen Königs. 1134 kam es dann zur ersten Bürgerkriegsschlacht im Gebiet von Bohuslän. Die Streitmacht von Magnus war größer, und er trug den Sieg davon. Harald floh nach Dänemark, wo er die Unterstützung von Erik Emune gewann, der in der Zwischenzeit König Niels besiegt und als Erik II.  König von Dänemark geworden war. Magnus Sigurdson fühlte sich nun sicher, entließ sein Heer und begab sich nach Bergen. Doch Harald kehrte 1135 mit einem dänischen Heer zurück und besiegte Magnus in Bergen. Magnus wurde gefangen genommen, ihm wurde ein Fuß abgehackt, er wurde geblendet und kastriert. Anschließend wurde er im Kloster Nidarholm bei Trondheim gefangengesetzt.

## Der Aufstand Sigurd Slembes und Magnus’ Tod
1136 trat ein neuer Königsanwärter auf, Sigurd Slembe, der behauptete, einer der Söhne von Magnus Berføtt zu sein. Er überfiel Harald Gille in Bergen und tötete ihn im Bett einer seiner Geliebten. Dann befreite er um Neujahr 1137 Magnus und ernannte ihn zu seinem Mitkönig, um die Unterstützung von dessen Anhängern zu gewinnen. Die Anhänger des getöteten Harald Gille gaben aber nicht auf, zumal die Ermordung eines Mannes im Schlaf als „Neidingswerk“ galt, sondern wählten Haralds Söhne Sigurd II. Munn und Inge Krogrygg zu Königen, obwohl diese noch Kinder waren. 1139 kam es in der Nähe von Strömstad zu einer erneuten Schlacht, in der Sigurd Slembe und Magnus der Blinde  besiegt und getötet wurden.